# Brennbergbánya
Brennbergbánya (Duits: Brennberg) is een plaats (városrész) en gemeente in het Hongaarse comitaat Győr-Moson-Sopron. Brennbergbánya telt 604 inwoners (2001).

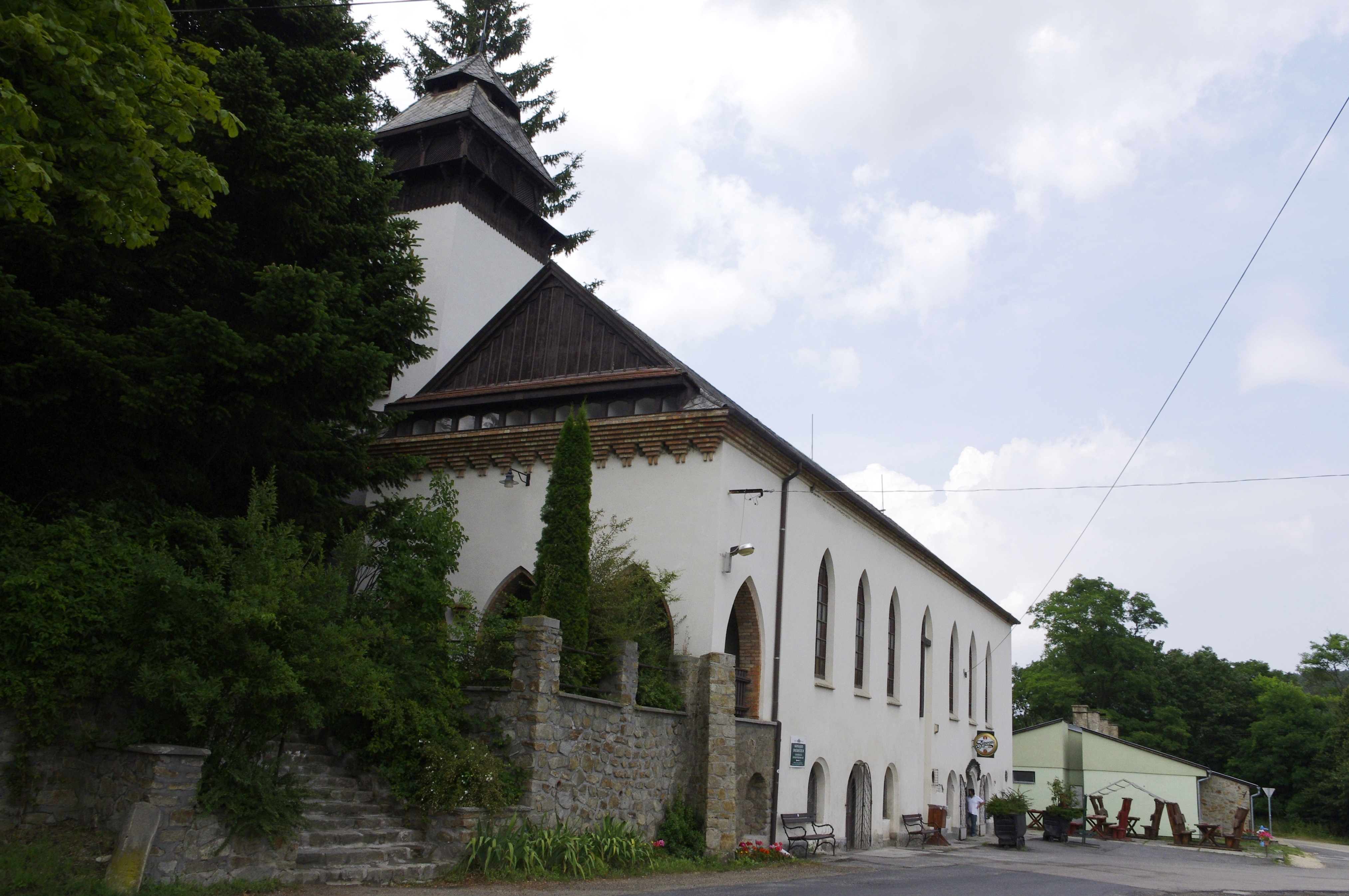